# Phractura gladysae
Phractura gladysae är en fiskart som beskrevs av Pellegrin, 1931. Phractura gladysae ingår i släktet Phractura och familjen Amphiliidae. IUCN kategoriserar arten globalt som otillräckligt studerad. Inga underarter finns listade i Catalogue of Life.